# Agnes Giberne
Agnes Giberne (19 de noviembre de 1845, Belgaum, India – 20 de agosto de 1939, Eastbourne, Inglaterra) fue una prolífica autora británica que escribió ficción sobre temas morales o religiosos para niños, y también libros de astronomía para los jóvenes.
Educada por institutrices en Europa e Inglaterra después de que su padre, el Comandante Charles Giberne, se retiró del servicio en la India, Agnes Giberne comenzó a publicar novelas didácticas e historias cortas bajo las iniciales A.G., algunos de ellos para la Sociedad de Tracto Religioso. Más tarde, utilizó su nombre completo para su ficción, para sus aclamados trabajos en astronomía y en el mundo natural, y para su biografía de la escritora para niños Charlotte Maria Tucker. La mayoría de sus obras se escribieron antes de 1910.
Giberne fue una astrónoma aficionada que trabajó en el comité de creación de la Asociación Astronómica Británica y se convirtió en miembro fundacional en 1890. Su popular libro ilustrado Sun, Moon and Stars: Astronomy for Beginners (1879), con prólogo del Profesor de Astronomía de Oxford Charles Pritchard, se imprimió en varias ediciones en ambos lados del Atlántico, y vendió 24,000 copias en sus primeros 20 años. Más tarde, escribió un libro titulado  "Among the Stars" el cual, como Giberne explica en la introducción, es una versión de "Sun, Moon and Stars" para niños más pequeños. Trata acerca de un niño llamado Ikon que está muy interesado en las estrellas. Él conoce a un profesor que le explica más sobre las estrellas y el sistema solar.

## Artículos en línea
- Young Folks' Library, Volume XI (of 20) por Varios en el Proyecto Gutenberg

- The Empire Annual for Girls, 1911 por Varios en el Proyecto Gutenberg
- The World's Foundations or Geology for Beginners